# Stibadocerinae
Stibadocerinae es una subfamilia de dípteros nematóceros perteneciente a la familia Cylindrotomidae que está estrechamente relacionada con la familia Tipulidae.

## Géneros
- Stibadocera Enderlein, 1912
- Stibadocerella Brunetti, 1918
- Stibadocerina Alexander, 1929
- Stibadocerodes Alexander, 1928